# Vatikanstaten
Vatikanstaten (latin: Status Civitatis Vaticanae; italienska: Stato della Città del Vaticano, i direkt översättning ”Vatikanstadens stat”) är en suverän mikrostat belägen som en enklav i den italienska huvudstaden Rom. Vatikanstaten upprättades 1929 genom Lateranfördraget, vilket gav påven och ledningen för den romersk-katolska kyrkan oberoende efter en mångårig konflikt med Kungariket Italien. Påven har sitt ämbete som kyrkans högste ledare genom att han företräder Heliga stolen, ett internationellt rättssubjekt skiljt från Vatikanstaten. Det är genom Heliga stolen som kyrkan upprätthåller diplomatiska relationer med andra stater och internationella organisationer.
Vatikanstatens främsta funktion är att tillförsäkra Heliga stolen ett oberoende så att påven och den romersk-katolska kyrkan inte skall vara beroende av någon annan världslig makt, på det sätt som den varit mellan 1870 och 1929. Befolkningen i Vatikanstaten är runt 800 personer av vilka endast cirka 450 är medborgare. Till både yta och befolkning rör det sig om världens minsta självständiga stat. Vatikanens namn kommer från Vatikankullen i Rom, och runt dess territorium löper en mur som är cirka 3 200 meter lång. Vatikanstaden skrevs 1984 in i Unescos världsarvslista.

## Historia

Karta över Vatikanstaten.

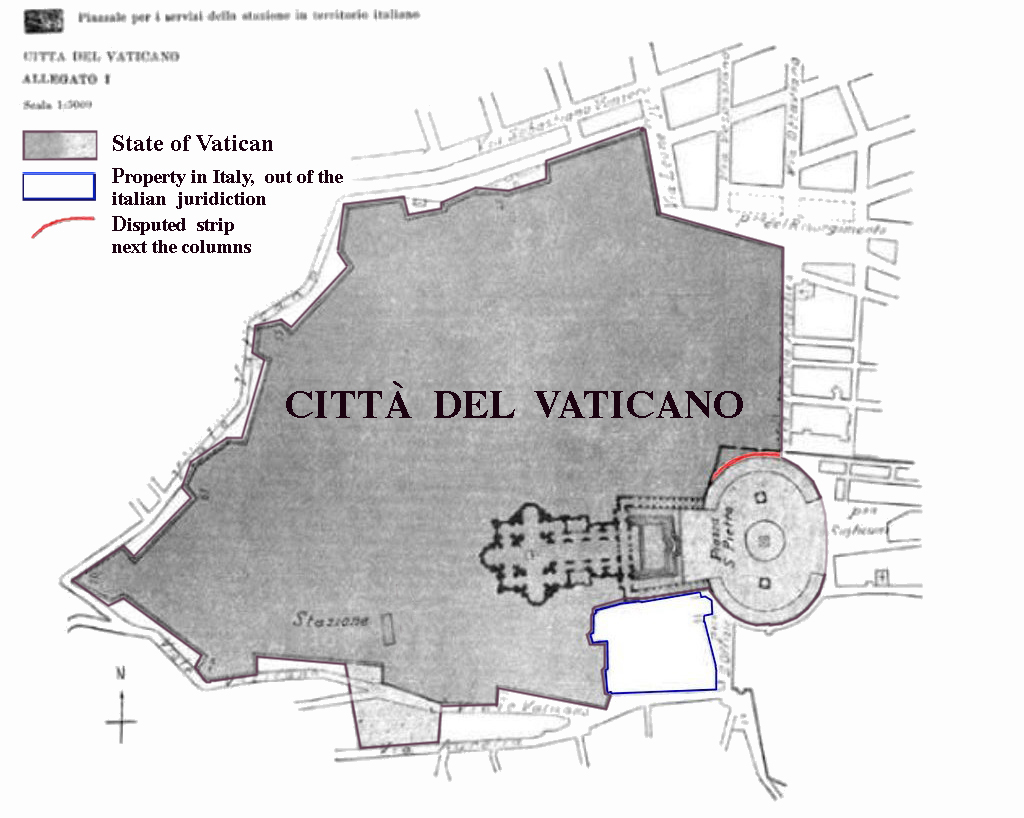
Sedan Lateranfördraget slöts är detta område Vatikanstatens territorium.

Fram till 1870 var påven furste över Kyrkostaten som täckte en betydande del av den apenninska halvön, men i samband med Italiens enande införlivades dess territorier i det framväxande Kungariket Italien. Påven gick från att ha varit en suverän furste till att vara beroende av det italienska kungadömet, och förklarade sig då som varande "fånge i Vatikanen".
Det var först 1929 under Benito Mussolinis period som regeringschef som konflikten kunde överbryggas genom Lateranfördraget. Fördraget återgav Heliga stolen kontroll över viktiga kyrkobyggnader i Rom, där Vatikanen fick bilda en suverän stadsstat, samt att kyrkor och administrationsbyggnader utanför Vatikanens område tillerkändes exterritorialitet motsvarande som för utländska staters ambassader. Som en försoningsgest färdigställde Italien också paradgatan Via della Conciliazione som löper genom Rom till Petersplatsen.
Genom Lateranfördraget upprättades också ett konkordat som bland annat gav kyrkan möjlighet att påverka Italiens familje- och undervisningslagstiftning, men de flesta av dessa privilegier avskaffades genom ett nytt konkordat 1984.

## Statsskick
Som högste ledare för den romersk-katolska kyrkan är påven Vatikanstatens suverän och härskare (italienska: Sovrano dello Stato della Città del Vaticano). Som statschef och med absolut monarki som statsskick har påven genom den suveräna lagstiftande, verkställande och dömande makten möjlighet att enväldigt ingripa i styret, men i praktiken sköts statsförvaltningens verksamhet löpande genom Påvliga kommissionen för Vatikanstaten som på egen hand är lagstiftande församling. Vatikanstaten är en av endast några få stater i världen som inte ens på pappret (de jure) är någon demokrati.
Kardinal Fernando Vérgez Alzaga, som är ordförande för Påvliga kommissionen för Vatikanstaten, agerar samtidigt regeringschef som ordförande i det råd som utövar Vatikanstatens guvernorat. Lagstiftningen sker på italienska och rättsakterna kungörs i Supplemento per le leggi e disposizioni dello Stato della Città del Vaticano vilket är ett supplement till Heliga stolens officiella tidning Acta Apostolicae Sedis. Vatikanstatens funktioner upprätthålls endast på en miniminivå för att få staten att fungera, och det är istället Heliga stolen som utgör det mer betydelsefulla organet.

## Heliga stolen
Heliga stolen (latin: Sancta Sedes, italienska: Santa Sede), som är skild från Vatikanstaten, har inte något eget territorium, men erkänns ändå som ett internationellt rättssubjekt och har diplomatiska relationer med 176 stater och internationella organisationer som Förenta nationerna och Europeiska unionen. Kurian utgör Heliga stolens regering och det är genom denna som påven leder kyrkans verksamhet. Den äldsta instansen i kurian är Heliga stolens statssekretariat vilket leds av kardinalstatssekreterare Pietro Parolin. Statssekretariatet är indelat i sektionen för allmänna frågor som leds av en ärkebiskop med titeln substitut och sektionen för internationella relationer som leds av en ärkebiskop med titeln sekreterare för relationer med stater. Ärkebiskop Dominique Mamberti leder den andra sektionen och är Heliga stolens utrikesminister. Lagstiftningen för Heliga stolen sker till skillnad från Vatikanstaten på latin, vilket även det officiella språket i kurian.
Kyrkan har ungefär 1,1 miljarder medlemmar världen över och som religiös ledare för en sjättedel av världens befolkning har påven ett betydande inflytande. Johannes Paulus II, som var påve mellan 1978 och 2005, var av polsk nationalitet och hade verkat som präst bakom järnridån före upphöjelsen, kom tydligt att påverka den politiska utvecklingen i Östeuropa. Han utvecklade även förbindelser med andra religioner, bland annat diplomatiska relationer med den judiska staten Israel 1994. År 2005 utsågs kardinal Joseph Ratzinger till Johannes Paulus efterträdare varvid han tog sig namnet Benedictus XVI, och han har ansetts stå sin föregångare ideologiskt nära samt dela dennes konservativa syn på bland annat aborter och kvinnliga präster. Sedan 2025 är Leo XIV, född som Robert Prevost i Chicago i USA, påve.
Peterspenningen som samlas in bland den romersk-katolska kyrkans medlemmar är en viktig inkomstkälla för Heliga stolen.

## Internationella relationer
Vatikanstaten upprätthåller visserligen inte på egen hand några diplomatiska relationer med andra stater och har sällan några bilaterala relationer med andra stater än Italien, men genom de mellanstatliga organisationer man deltar i kommer man ändå i kontakt med andra stater. Samarbetet inom dessa organisationer är snarast av teknisk natur, med frågor som bland annat gäller kommunikationer och upphovsrätt. Exempel på mellanstatliga organ där Vatikanstaten deltar:
- Internationella teleunionen
- Världspostföreningen
- World Intellectual Property Organization
- Bernkonventionen för skydd av litterära och konstnärliga verk
- Pariskonventionen för industriellt rättsskydd
- World Medical Association
- Intelsat
- European Telecommunications Satellite Organization

## Ekonomi
Inkomsterna till Vatikanstaten kommer från försäljning av frimärken, mynt och souvenirer till turister, från avgifter för inträde till Vatikanens museum samt från försäljning av olika skrifter. Inkomsterna och levnadsstandarden för dem som arbetar i Vatikanen är jämförbara med eller något bättre än de som gäller för dem som arbetar i staden Rom.
Vatikanstaten är inte medlem av den ekonomiska och monetära unionen, men tack vare sin valutaunion med Italien bytte man från vatikansk lira till euro samtidigt som euroländerna. Genom ett särskilt avtal med Europeiska unionen har Vatikanstaten även rätt att prägla sina egna euromynt. Euromynten och sedlarna introducerades den 1 januari 2002, men Vatikanstaten ger inte ut egna sedlar. Utfärdandet av euromynt är strikt reglerat genom fördrag, även om ett något större antal tillåts ge ut då det tillträder en ny påve. Mynten är dock sällan i cirkulation då de köps upp av myntsamlare. Fram till antagandet av euro var Vatikanstatens mynt och frimärken märkta med den egna valutan vatikansk lira, vilken var knuten till den italiensk liran.
Den enda fackföreningen i Vatikanstaten, Associazione Dipendenti Laici Vaticani, bildades 1988.

## Polis
Vatikanstatens gendarmeri (italienska: Corpo della Gendarmeria dello Stato della Città del Vaticano) upprättades 1970 och utgör Vatikanstatens poliskår. Schweizergardet (italienska:Guardia Svizzera Pontificia) är sannolikt den mest kända säkerhetsstyrkan på Vatikanens område, men den tillhör inte Vatikanstaten utan Heliga stolen. Före 1970 då säkerhetsstyrkorna reformerades fanns det ytterligare ett antal militär- och poliskårer under Heliga stolen posterade i Vatikanen. Gendarmeriet och Schweizergardet har även ett nära samarbete med den italienska civila statspolisen (italienska: Polizia di Stato - Ispettorato di pubblica sicurezza presso il Vatican), då det råder fri passage för allmänheten mellan Italien och Vatikanstaten vid Petersplatsen. Att besöka de delar av Vatikanen som inte är öppna för allmänheten fordrar särskilt tillstånd.

## Kultur
Vatikanstatens sevärdheter består av bland annat Peterskyrkan, Petersplatsen, Sixtinska kapellet, Vatikanmuseerna (inkluderande Stanze di Raffaello), Vatikanträdgårdarna, Cortile del Belvedere samt påvens bostad i Palazzo Apostolico, administrativa byggnader och kurians möteslokaler. Vatikanen har varit påvens residens sedan tidigt 1400-tal. I Vatikanen finns det både egen television- och radiostation, vilken bland annat sänder på svenska. En dagstidning ges ut som heter L'Osservatore Romano, och det finns en nyhetsbyrå. Vatikanstaten har också ett eget postväsen, och en järnvägsstation.

### Helgdagar och högtider
| Denna lista hämtas från Wikidata. Informationen kan ändras där. |

### Kyrkor
- Peterskyrkan
- Sant'Anna dei Palafrenieri (arkitekturhistoriskt intressant med sin ovala grundplan och ovala kupol; ritad av Vignola)
- Sant'Egidio
- Santa Maria della Pietà, Campo Santo Teutonico
- Santi Martino e Sebastiano degli Svizzeri, schweizergardets egen kyrka
- San Pellegrino
- San Salvatore in Terrione
- Santo Stefano degli Abissini

### Kapell
- Cappella Paolina
- Cappella Niccolina

## Bilder

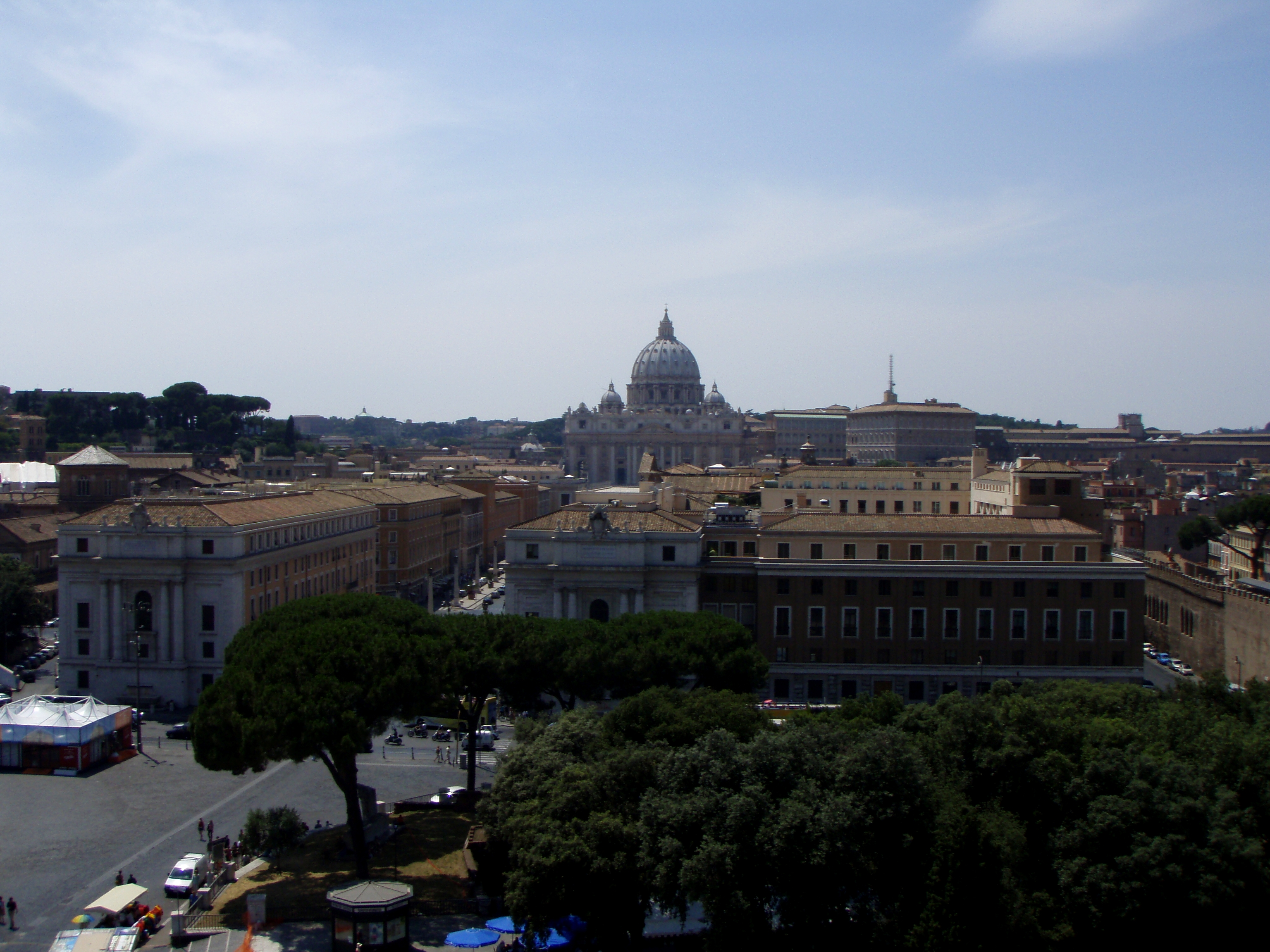
Vy över staden från Castel Sant'Angelo.
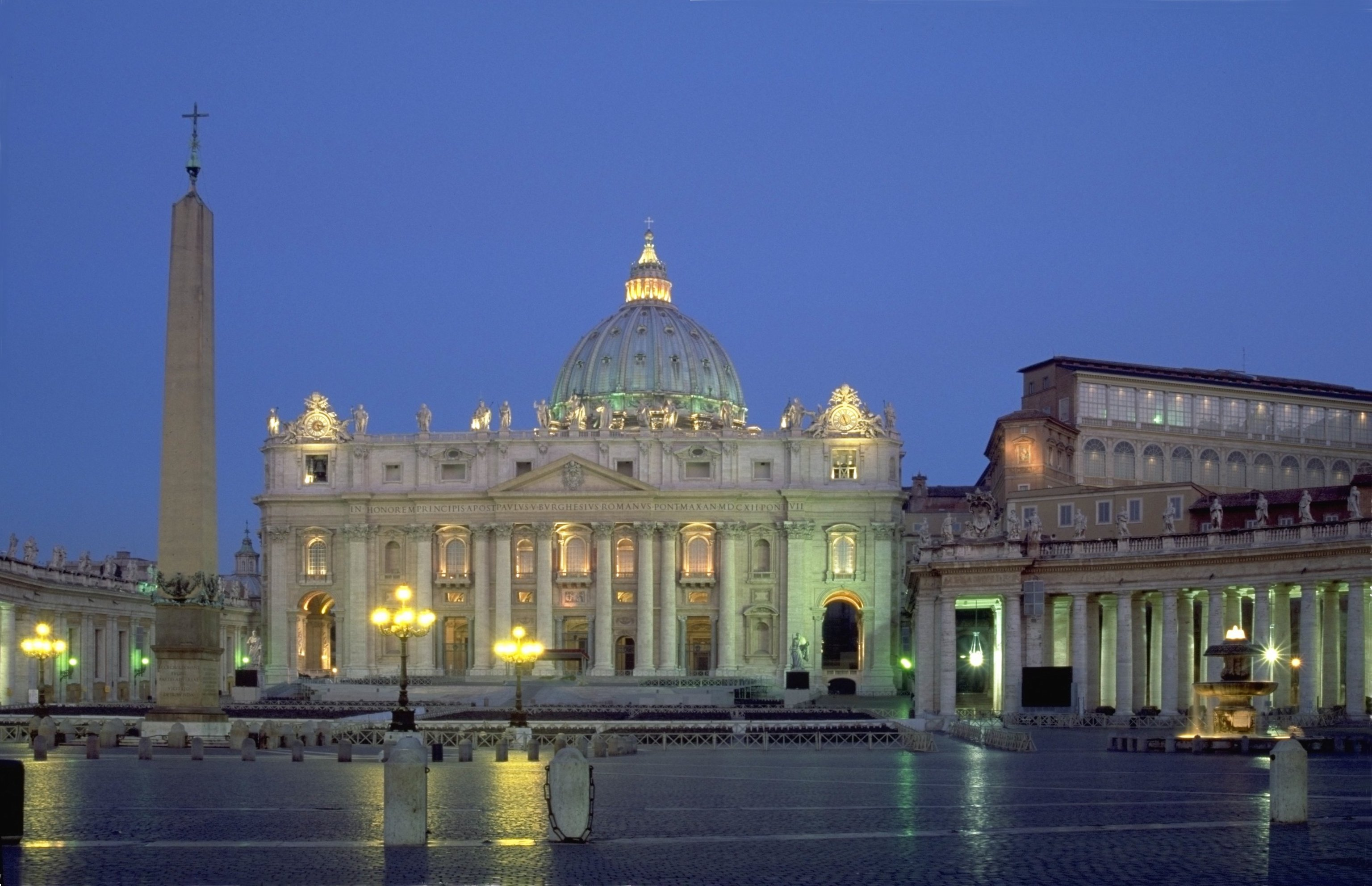
Peterskyrkan.
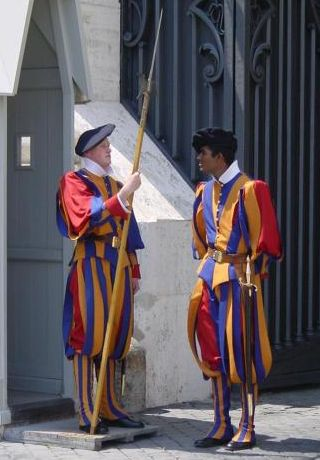
Schweizergardet.
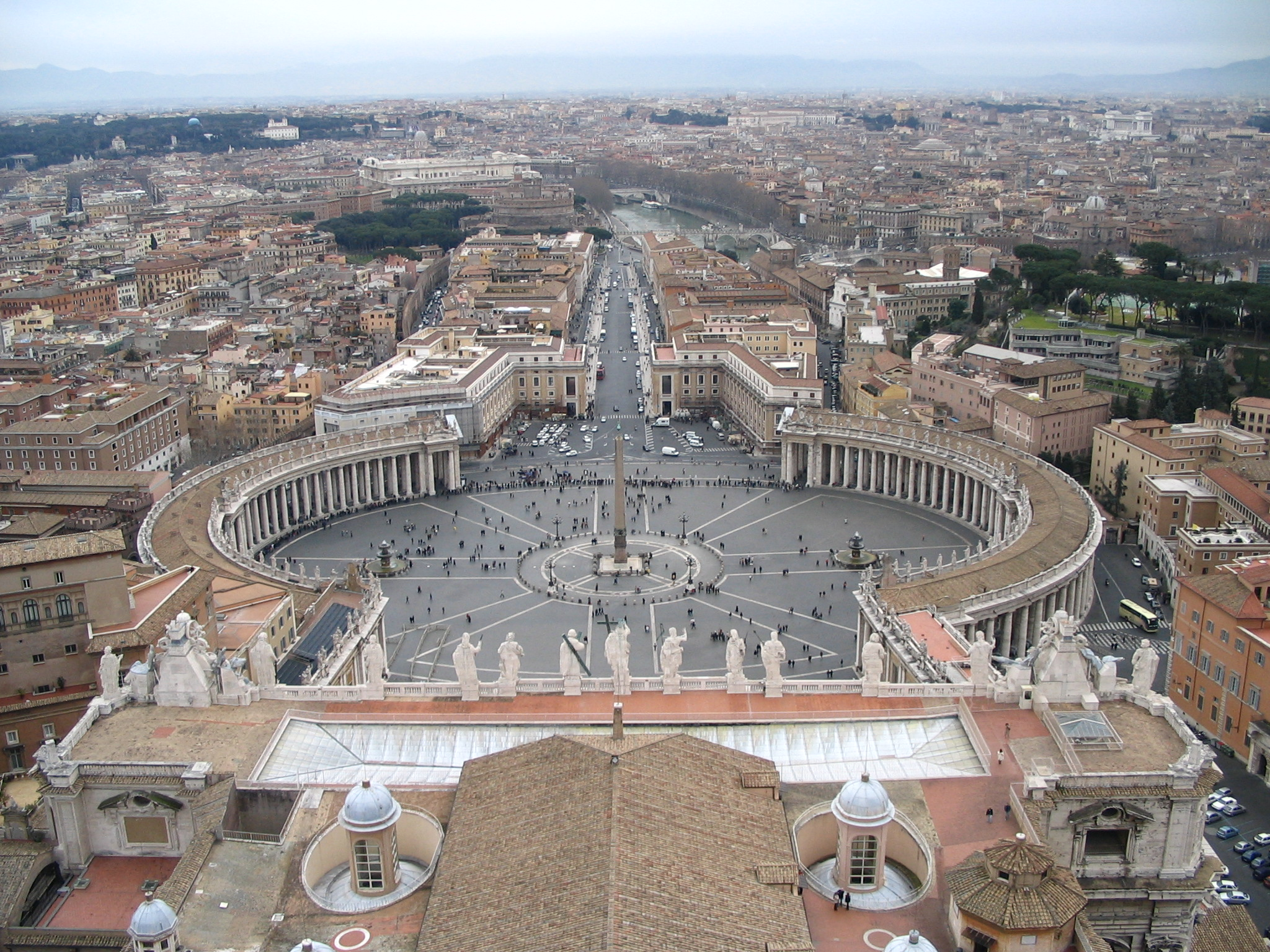
Utsikt från Peterskyrkans kupol.
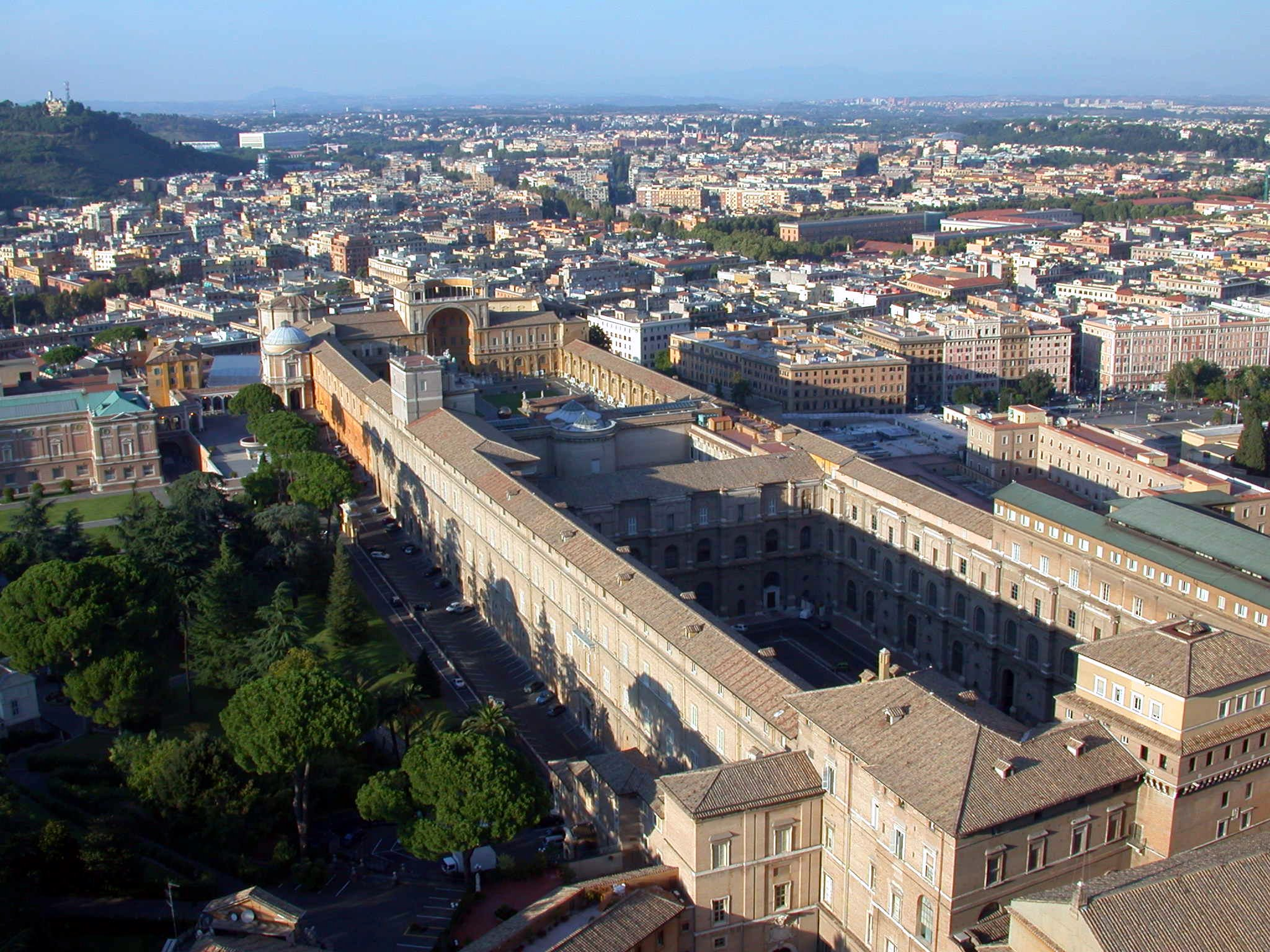
Vatikanmuseerna från Peterskyrkans kupol.
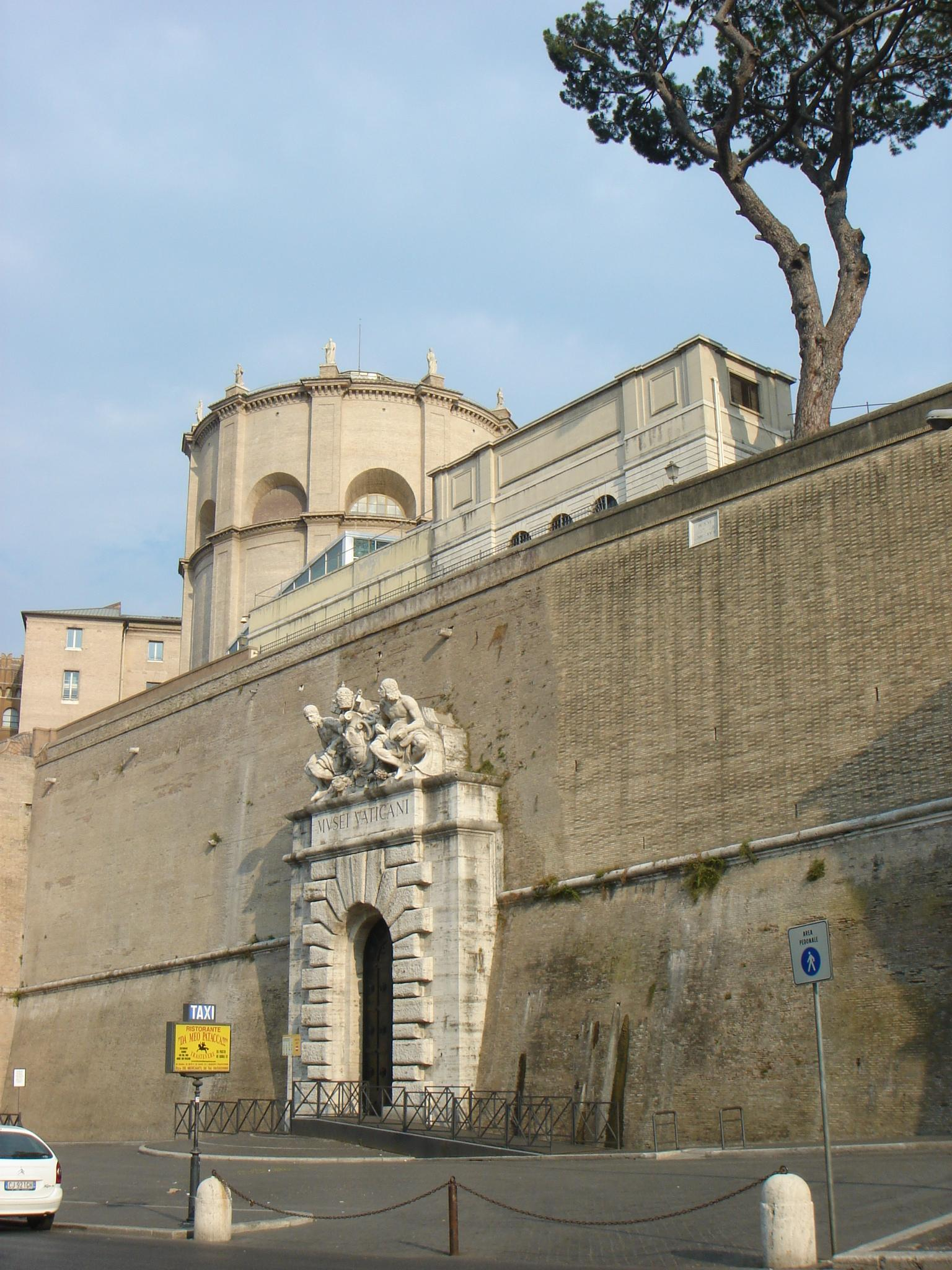
Ingången till Vatikanmuseerna i ringmuren kring Vatikanstaten.
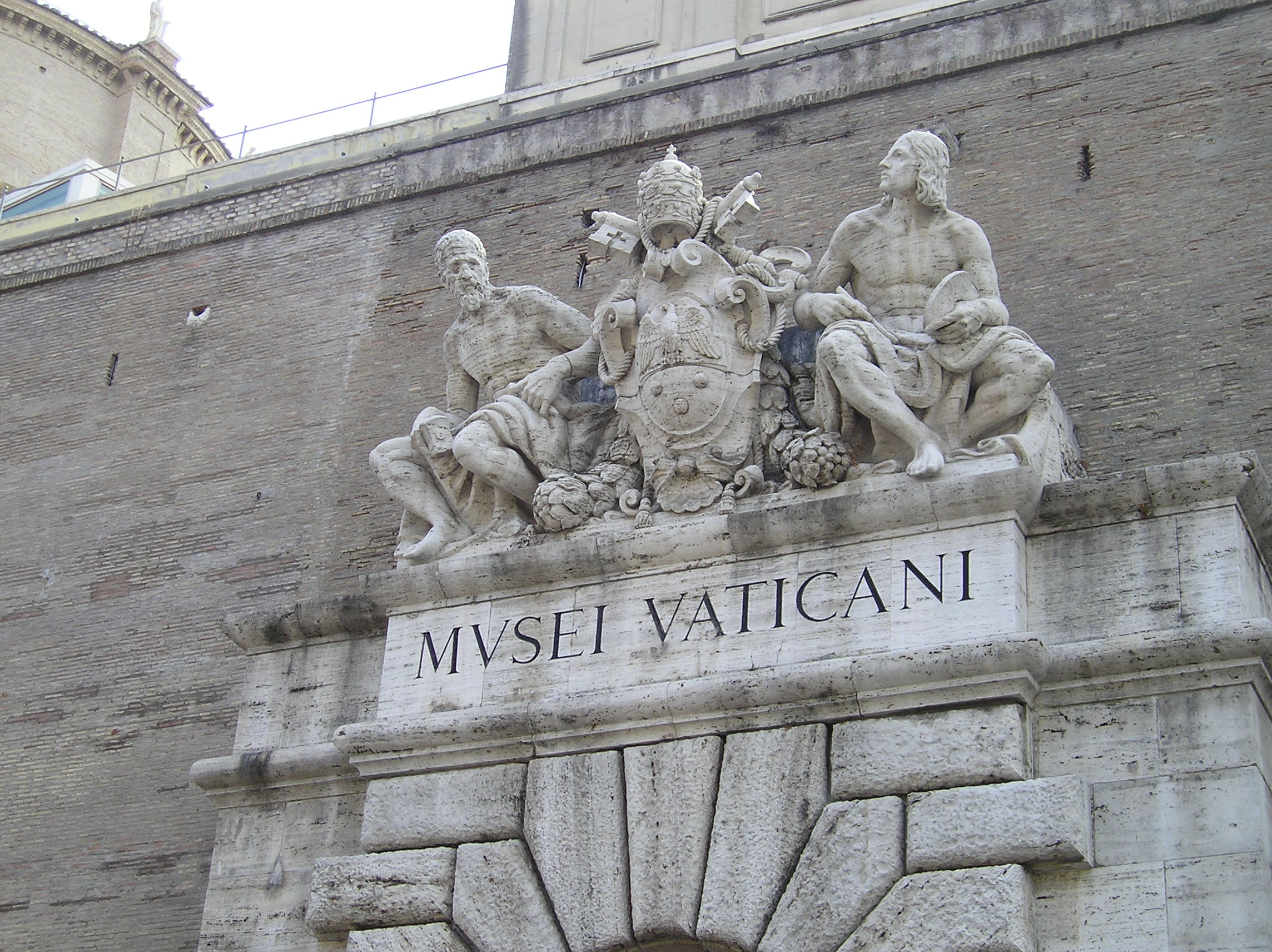
Närmare bild på ingången till museerna.
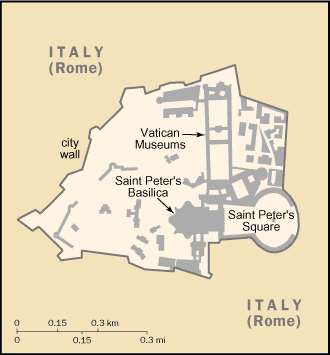
Karta över Vatikanstaten.
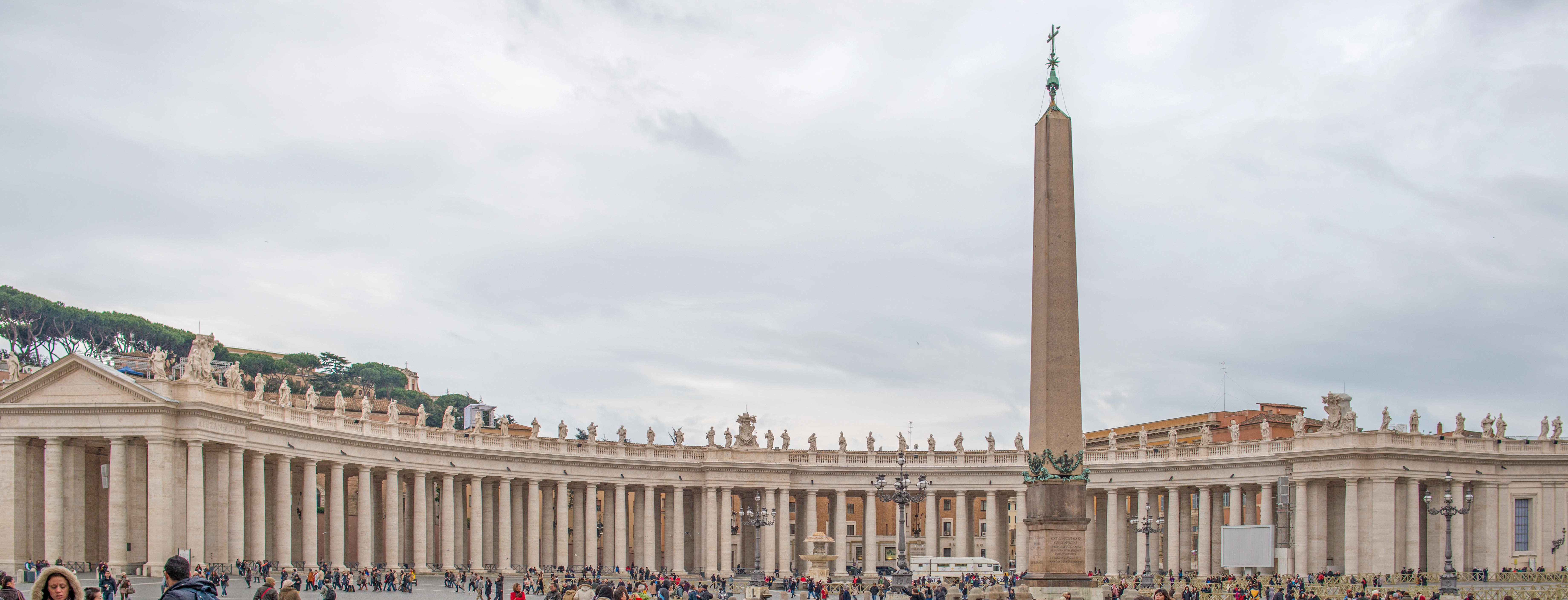
Vatikanstaten 2013.
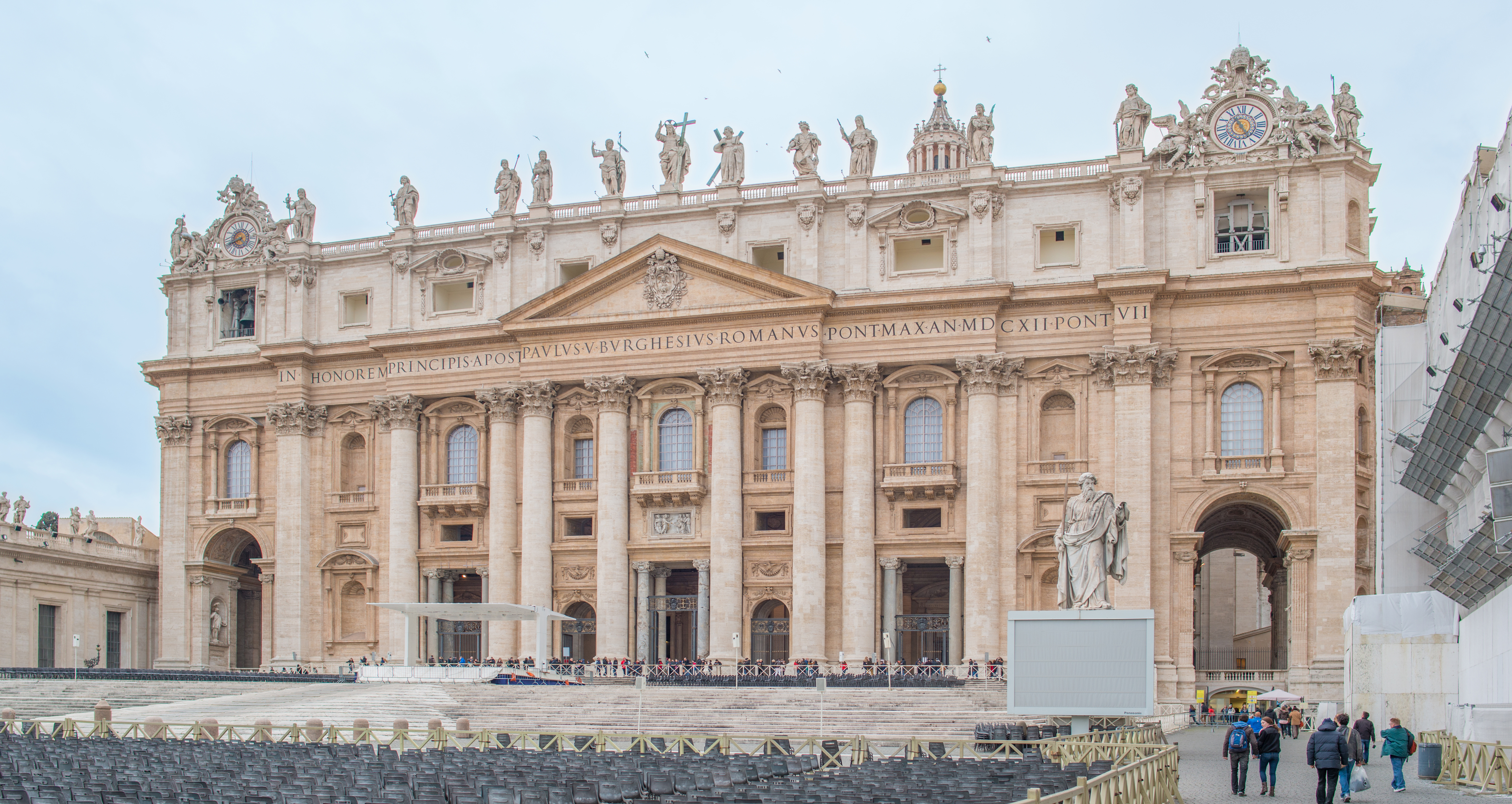
Peterskyrkan 2013.
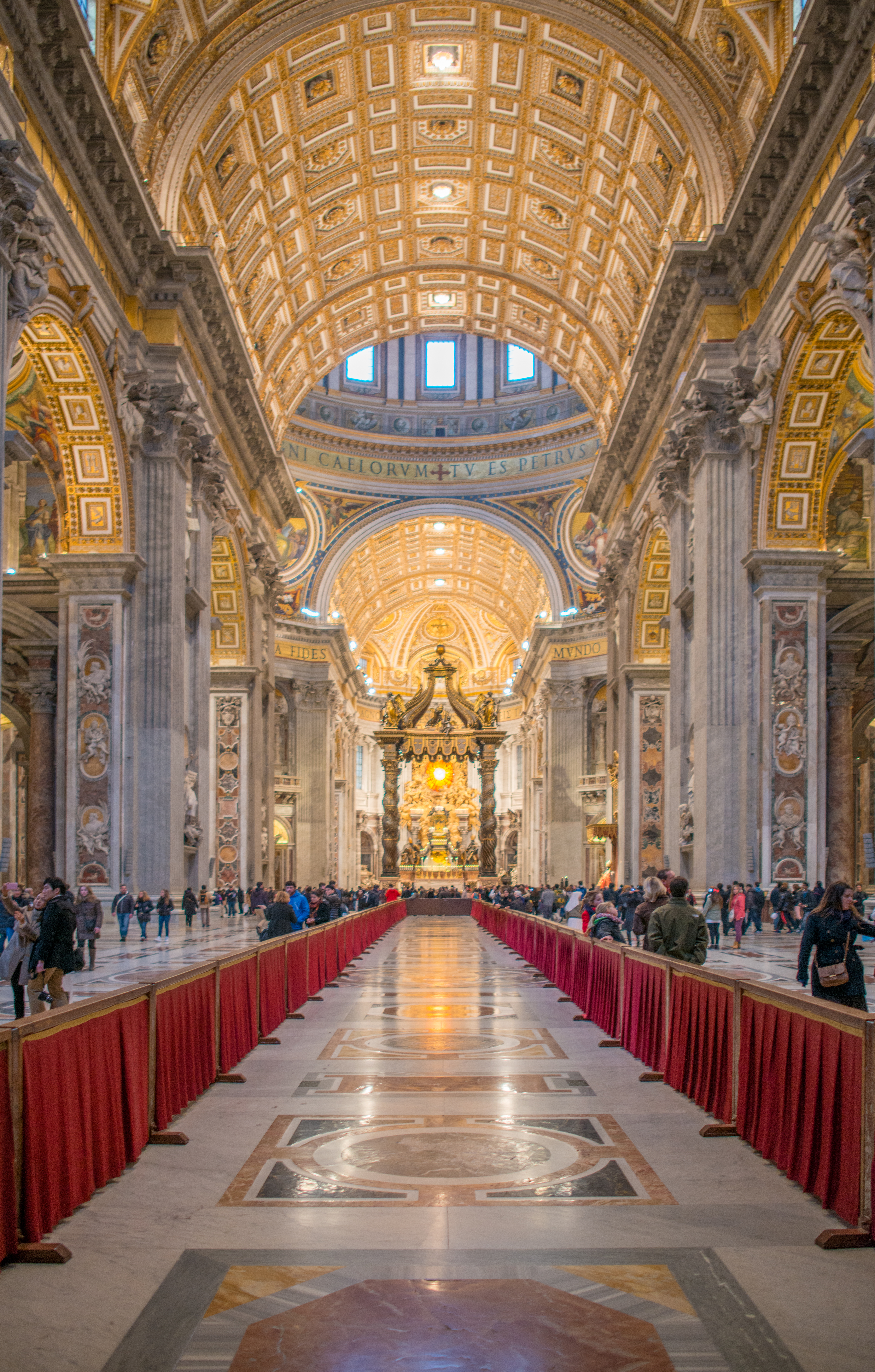
Peterskyrkan, interiör 2013.
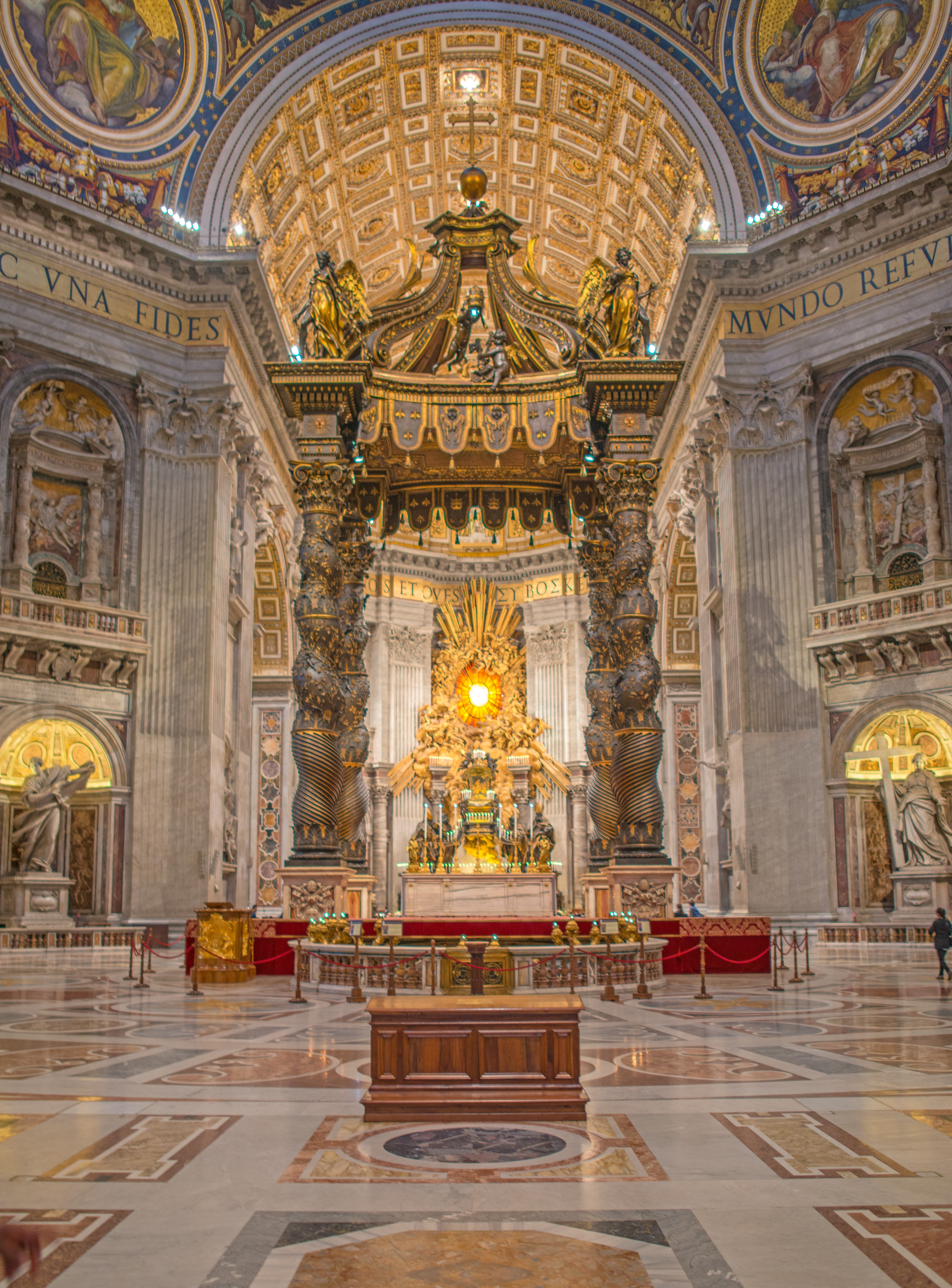
Peterskyrkan, interiör 2013.